# Шарон, Егор Николаевич
Егор Николаевич Шарон (1797—1869) — российский инженер-генерал-майор.

## Биография
Сын польского королевского советника, начал службу кондуктором в Главном инженерном училище и в 1817 году был произведён в полевые инженер-прапорщики. В чине подполковника был назначен в Ревельскую инженерную команду.
В 1838—1842 годах Шарон состоял в ведении командира Оренбургского отдельного корпуса, по кордонной части; в 1842—1847 гг. — членом Грузинского окружного инженерного управления; затем 15 месяцев (1847—1848) был в отставке. 
В 1848 году вновь принят на службу, с прикомандированием к чертёжной Инженерного департамента Военного министерства и в октябре 1848 года был назначен членом этого департамента. В 1849 году произведён в полковники.
В январе 1854 года он был назначен начальником чертёжной Инженерного департамента. В январе 1859 года получил назначение командующим Московским инженерным округом и занимал эту должность до 21 апреля 1861 года, когда был произведён в генерал-майоры и в августе назначен членом Общего присутствия Инженерного департамента по искусственной части. По преобразовании штаба генерал-инспектора в Главное инженерное управление, Е. Н. Шарон был назначен, в январе 1863 года, членом технического комитета.

## Семья
Женился Е.Н.Шарон в 1844 году, жена — Наталья Васильевна, урождённая Покатилова (1825—1889), дочь генерал-майора Василия Осиповича Покатилова (1788—1838), атамана Уральского казачьего войска.

## Источник
- Шарон, Егор Николаевич // Русский биографический словарь : в 25 томах. — СПб.—М., 1896—1918.
- Семья Шарон. Два века на службе Отечеству. Б.Г.Шарон История Петербурга, журнал —СПб., №3 (31)/2006